# Калинівка (Сумський район)
Кали́нівка (МФА: [kɐˈɫɪɲiu̯kɐ] ( прослухати)) — селище в Україні, у Миколаївській селищній громаді Сумського району Сумської області. Населення становить 317 осіб. До 2016 орган місцевого самоврядування — Миколаївська селищна рада.

## Географія
Селище Калинівка розташоване на відстані 4 км від річки Сумка. За 1.5 км розташоване село Жолобок.
Поруч пролягає автомобільний шлях Т 2504.
Біля села пролягає газопровід Уренгой - Ужгород.

## Історія
- Селище постраждало внаслідок геноциду українського народу, проведеного урядом СССР 1923-1933 та 1946-1947 роках[джерело?].
- 12 червня 2020 року, відповідно до розпорядження Кабінету Міністрів України № 723-р «Про визначення адміністративних центрів та затвердження територій територіальних громад Сумської області», селище увійшло до складу Миколаївської селищної громади[1].
- 19 липня 2020 року, в результаті адміністративно-територіальної реформи та ліквідації Білопільського району, селище увійшло до складу новоутвореного Сумського району[2].

## Населення

### Мова
Розподіл населення за рідною мовою за даними :
| Мова       | Кількість | Відсоток |
| ---------- | --------- | -------- |
| українська | 311       | 98.11%   |
| російська  | 4         | 1.26%    |
| білоруська | 2         | 0.63%    |
| Усього     | 317       | 100%     |